# Pantherodes perspicillum
Pantherodes perspicillum là một loài bướm đêm trong họ Geometridae.